# Lista de antigas emissoras do Esporte Interativo BR
O Esporte Interativo BR foi um canal de televisão via satélite brasileiro criado 20 de janeiro de 2007, com programação exclusivamente focada em esportes. Foi descontinuado em 25 de setembro de 2018, após decisão da sua programadora, a Turner Broadcasting System Latin America, em migrar parte da sua antiga programação para outros dois canais da TV por assinatura, TNT e Space. Durante seus 11 anos de existência, teve seu sinal retransmitido por mais de 20 afiliadas pelo país, além de formar parcerias com outras emissoras para retransmissão de parte do seu conteúdo, que estão listadas abaixo.

## Afiliadas
| Emissora          | Cidade                  | UF | Canal   | Situação/afiliação atual                        | Período de afiliação |
| ----------------- | ----------------------- | -- | ------- | ----------------------------------------------- | -------------------- |
| TV Eldorado       | Santa Inês              | MA | 10      | Hoje Rede Mais Família, emissora independente   | 2010-2018            |
| TV Mato Grosso    | Cuiabá                  | MT | 27      | Rede Meio                                       | 2013-2018            |
| TV Guarapari      | Guarapari               | ES | 9       | Rede Minas e TV Brasil                          | 2011-2018            |
| Rede Opinião      | Araras                  | SP | 17      | Hoje TV Conecta, afiliada à TV Brasil           | ????-2018            |
| TV Tiradentes     | Manaus                  | AM | 20      | Hoje emissora independente                      | 2011-2017            |
| ETV Centro Minas  | Sete Lagoas             | MG | 58      | 98 Live                                         | 2017                 |
| TV Maíra          | Porto Velho             | RO | 25      | Hoje TV Cultura Rondônia, afiliada à TV Cultura | ????-2014; 2015-2017 |
| TV Cidade         | Araguaína               | TO | 26      | TV Brasil                                       | 2012-2017            |
| TV Rio Verde      | Rio Verde               | GO | 3       | TV Cultura                                      | 2007-2015; 2016      |
| TV Centro Minas   | Sete Lagoas             | MG | 58      | Hoje ETV Centro Minas, afiliada à 98 Live       | ????-2016            |
| TV Urbana         | Porto Alegre            | RS | 55      | Hoje Rede Sul, emissora independente            | 2012-2015            |
| TV Jataí          | Jataí                   | GO | 11      | Hoje TV Sudoeste, afiliada à TV Brasil          | 2007-2015            |
| TV Tocantins      | Imperatriz              | MA | 21      | Extinta                                         | 2014                 |
| TV Modelo         | Castanhal               | PA | 13      | Extinta                                         | 2014-????            |
| TV Metropolitana  | Belém                   | PA | 17      | Hoje emissora independente                      | 2008-2009; 2011-2014 |
| EI Macapá         | Macapá                  | AP | 19      | Extinta                                         | 2011-2013            |
| TV SIM Cachoeiro  | Cachoeiro de Itapemirim | ES | 12      | Hoje TV Capixaba, afiliada à Record News        | 2011-2012            |
| TVCi              | Paranaguá               | PR | 7       | TV Pai Eterno                                   | 2011-2012            |
| TV Verde Azul     | Niterói                 | RJ | 40      | Extinta                                         | 2010-2011            |
| TV SIM Linhares   | Linhares                | ES | 16      | TV Brasil                                       | 2007-2009; 2010      |
| TV SIM São Mateus | São Mateus              | ES | 12      | TV Brasil                                       | 2007-2009; 2010      |
| TV SIM Colatina   | Colatina                | ES | 7       | TV Brasil                                       | 2007-2009; 2010      |
| TV Nova Nordeste  | Recife                  | PE | 22      | Hoje TV Nova, afiliada da TV Cultura            | 2007-2009            |
| TV Sete Lagoas    | Sete Lagoas             | MG | 9 (NET) | Extinta                                         | Desconhecido         |
| ITV Brasil        | Itatiba                 | SP | 56      | Hoje emissora independente                      | Desconhecido         |

## Parceiras
| Emissora          | Cidade, UF        | Período   |
| ----------------- | ----------------- | --------- |
| RedeTV!           | Osasco, São Paulo | 2004      |
| Rede Bandeirantes | São Paulo, SP     | 2004-2007 |
| Rede Gospel       | São Paulo, SP     | 2008      |
| NGT               | Osasco, São Paulo | 2006-2008 |
| TV Cultura        | São Paulo, SP     | 2007      |
| TV Gazeta         | São Paulo, SP     | 2008-2009 |
| Rede União        | Fortaleza, Ceará  | 2009      |
| Rede Meio Norte   | Teresina, Piauí   | 2011-2018 |